# Șinca Veche
Șinca Veche – wieś w Rumunii, w okręgu Braszów, w gminie Șinca. W 2011 roku liczyła 777 mieszkańców.